# Жанатурмыс (Алматинская область)
Жанатурмыс (каз. Жаңатұрмыс) — село в Карасайском районе Алматинской области Казахстана. Входит в состав Райымбекский сельского округа (до 2016 г. — Таусамалинского). Код КАТО — 195239300.

## Население
В 1999 году население села составляло 2261 человек (1121 мужчина и 1140 женщин). По данным переписи 2009 года в селе проживало 2259 человек (1142 мужчины и 1117 женщин).